# Nunatak Kerseblept

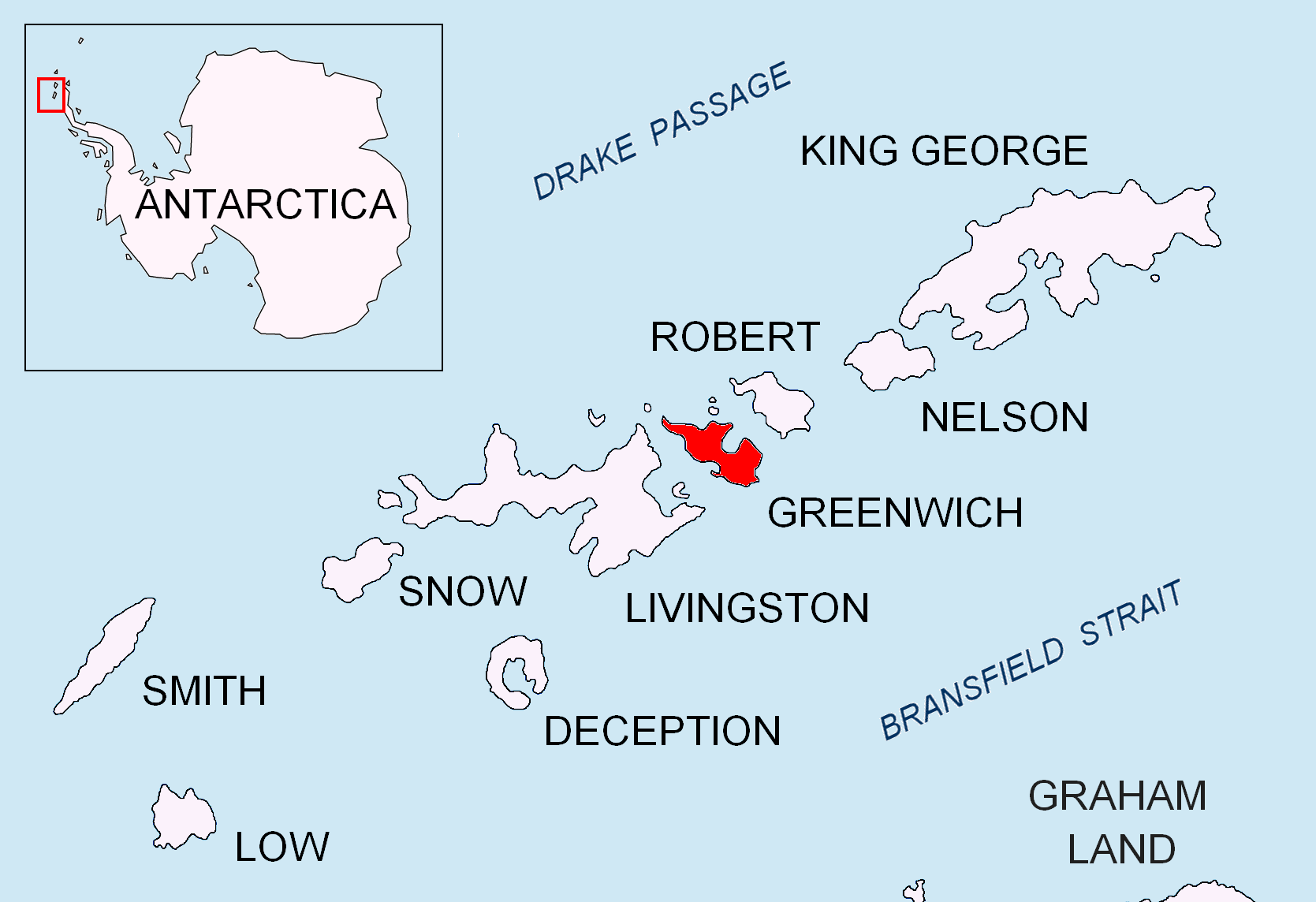
Localização da Ilha Greenwich nas Ilhas Shetland do Sul.

O Nunatak Kerseblept (Nunatak Kerseblept \'nu-na-tak ker-se-'blept\) é uma colina rochosa de elevação de 90 m se projetando da Geleira Yakoruda, Ilha Greenwich nas Ilhas Shetland do Sul. A colina recebeu o nome do rei trácio Cersobleptes, 359-341 A.C..

## Localização
A colina está localizada em  62° 29′ 16,5″ S, 59° 57′ 18″ O que está na costa nordeste do Estreito McFarlane, 3,9 km ao sul do Nunatak Hrabar, e 3,4 km a oeste da Colina Lloyd (levantamento topográfico búlgaro Tangra 2004/05 e mapeamento em 2005 e 2009).

## Mapas
- L.L. Ivanov et al. Antártica: Ilha Livingston e Ilha Greenwich, Ilhas Shetland do Sul. Scale 1:100000 topographic map. Sofia: Antarctic Place-names Commission of Bulgaria, 2005.
- L.L. Ivanov. Antártica: Ilha Livingston e Ilhas Greenwich, Robert, Snow e Smith. Scale 1:120000 topographic map.  Troyan: Manfred Wörner Foundation, 2009.  ISBN 978-954-92032-6-4

## Referência
- Dicionário Geográfico Antártico Composto SCAR.